# Physalis alkekengi
Alkékenge, Lanterne, Amour en cage
Espèce
Classification phylogénétique
Physalis alkekengi est une espèce de plantes dicotylédones de la famille des Solanacées. 
Parmi ses noms vernaculaires, on trouve ceux d'Alkékenge, de Lanterne, d'Amour en cage, de Cerise de juif, de Cerise d'hiver ou de Coqueret alkékenge.
La plante est surtout connue pour l'aspect ornemental de son faux-fruit. Le fruit lui-même est une baie comestible de couleur orange enfermée dans un calice rouge orangé accrescent semblable à une lanterne.

## Appellation
Le terme « alkékenge », qui est apparu dans la langue française au XIVe siècle, vient de l'ancien français « alquequange » ou « alcacange », lequel dérive de l'arabe al-kakanj. Dans son sens étroit, il désigne la lanterne chinoise, plante ornementale de l'espèce Physalis alkekengi dont les fruits sont enfermés dans une enveloppe d'un orange vif. Toutefois, dans la langue populaire, le mot peut désigner n'importe quelle plante du genre Physalis.

## Description

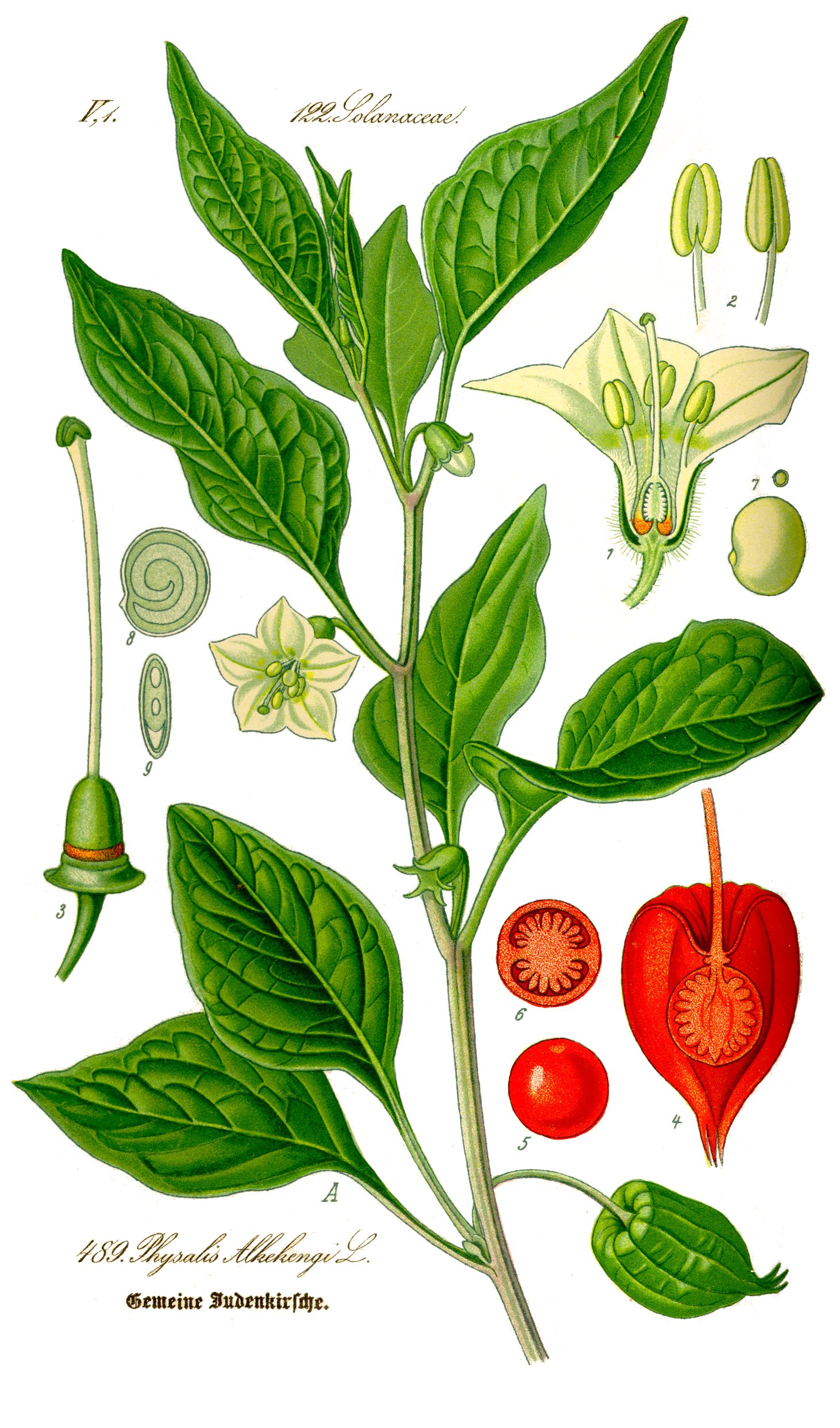
Alkékenge.

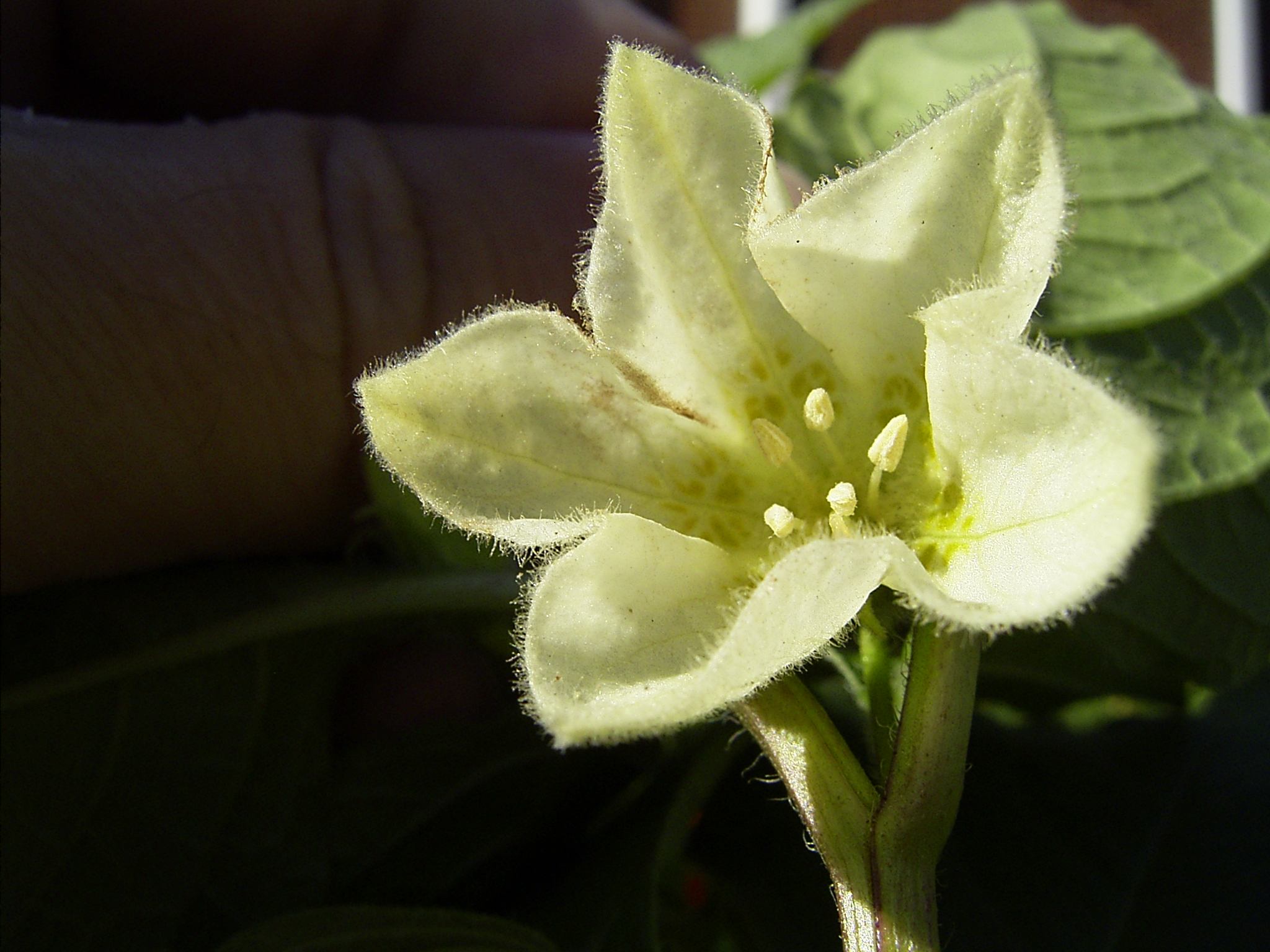
Fleur de Physalis alkekengi.

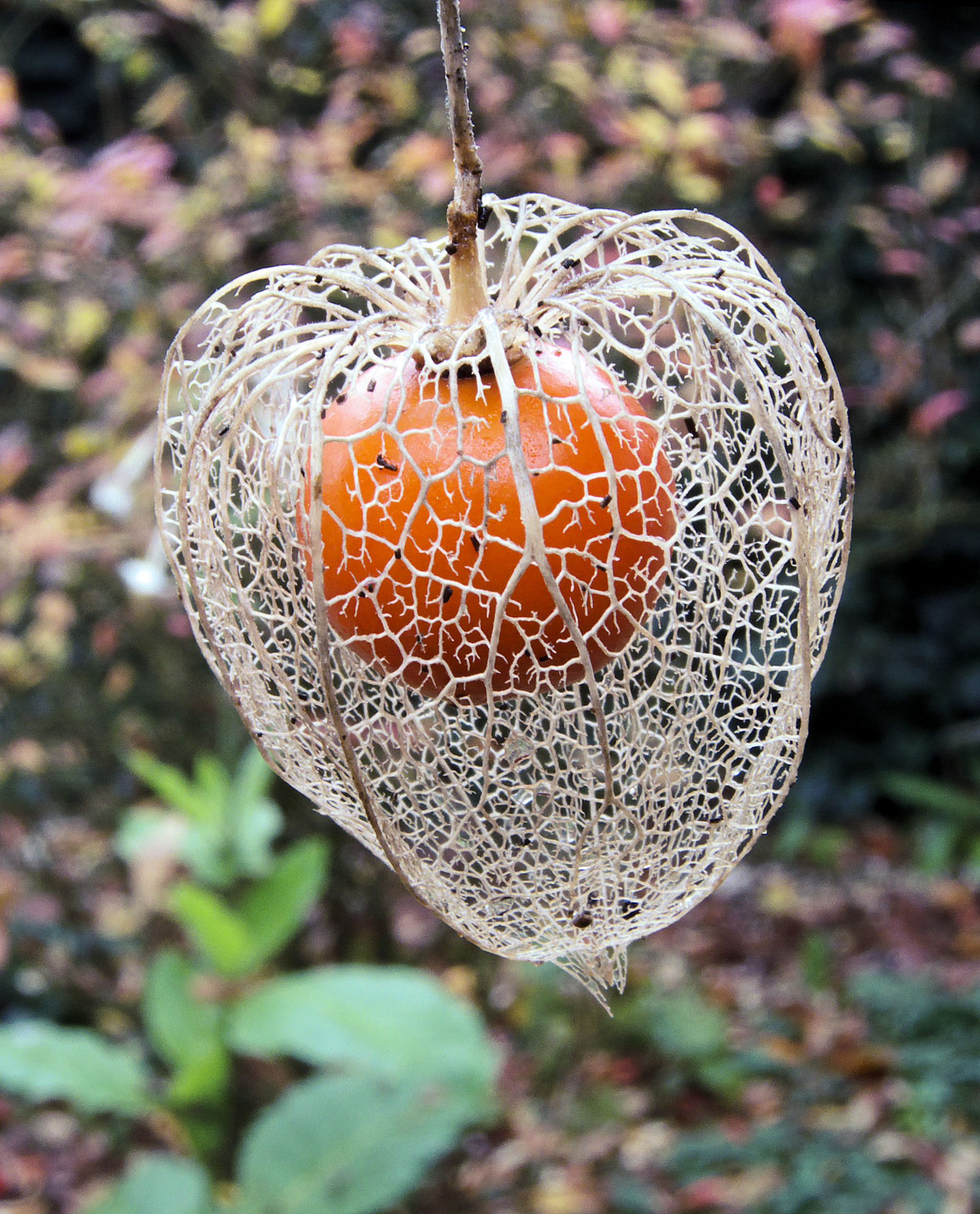
Fruit.

C'est une plante vivace à racines traçantes. La tige est glabre ou légèrement velue érigée de 30 à 60 cm de haut, anguleuse, non ramifiée. Les feuilles sont ovales acuminées, pétiolées, entières ou grossièrement dentées de 12 cm.
Les fleurs solitaires de 1 à 2 cm de diamètre apparaissent à l'aisselle des feuilles supérieures. Corolle à cinq lobes blanc crème.
En fin de floraison, le calice se referme sur l'ovaire et forme un ovale parcheminé veiné en réseau de 5 cm de couleurs vives allant de l'orange au rouge emprisonnant le fruit, qui est une baie.. À maturité du fruit, il devient très fin et translucide, d'où la comparaison fréquente avec une lanterne, puis il s'ouvre.
Nombre de chromosomes : 2n=24.
La floraison a lieu au début de l'été. Le fruit atteint la maturité en septembre. C'est une plante ornementale, mais qui peut pousser spontanément sur les terrains cultivés (vignes notamment) ou les friches.
La variété 'franchetii' appelée coqueret de Franchet est originaire du Japon. Elle est caractérisée par des feuilles plus larges, des fruits plus gros (surtout dans le type 'gigantea') et plus pointus et de petites fleurs de seulement 6 mm.

## Propriétés
Bien qu'elle contienne un peu d’alcaloïdes, cette plante n'est pas toxique. Tout au plus faut-il se méfier des fruits non mûrs qui peuvent occasionner des désagréments intestinaux. Les fruits mûrs (riches en caroténoïdes) sont des baies comestibles et peuvent être utilisés en confitures, compotes et gelées. Elle peut rejoindre la composition du sirop de rhubarbe composé ou du sirop de chicorée.

## Caractéristiques
- organes reproducteurs :

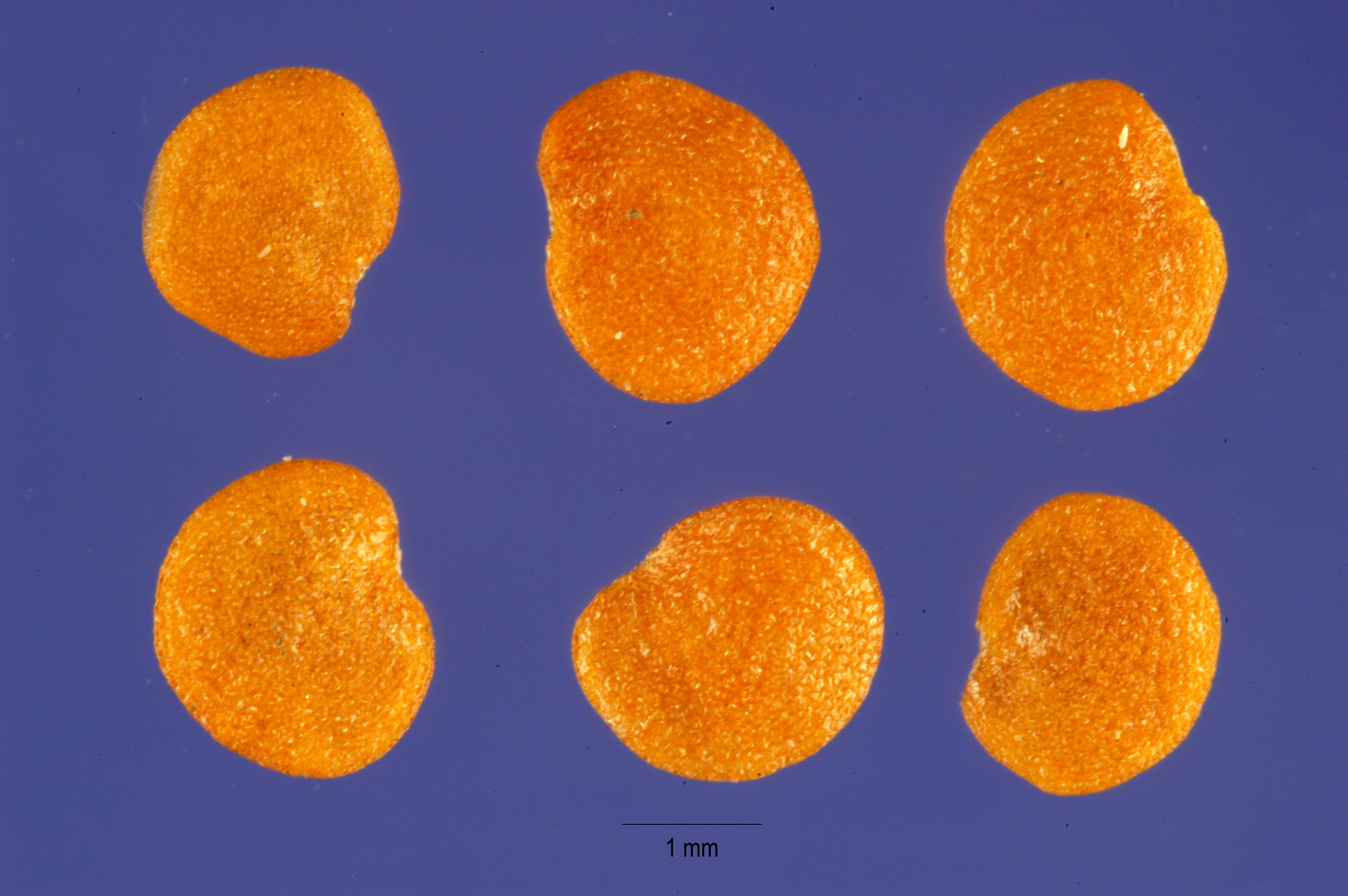
Petites graines.

  - Type d'inflorescence : cyme unipare hélicoïde
  - répartition des sexes :  hermaphrodite
  - Type de pollinisation :  entomogame
  - Période de floraison :  mai à octobre
- graine :
  - Type de fruit :  baie
  - Mode de dissémination :  endozoochore
- Habitat et répartition :
  - Habitat type : friches vivaces rudérales pionnières, mésoxérophiles, subméditerranéennes
  - Aire de répartition : eurasiatique

données d'après: Julve, Ph., 1998 ff. - Baseflor. Index botanique, écologique et chorologique de la flore de France. Version : 23 avril 2004. 

## Physalis alkekengiet l'Homme

### Usage alimentaire

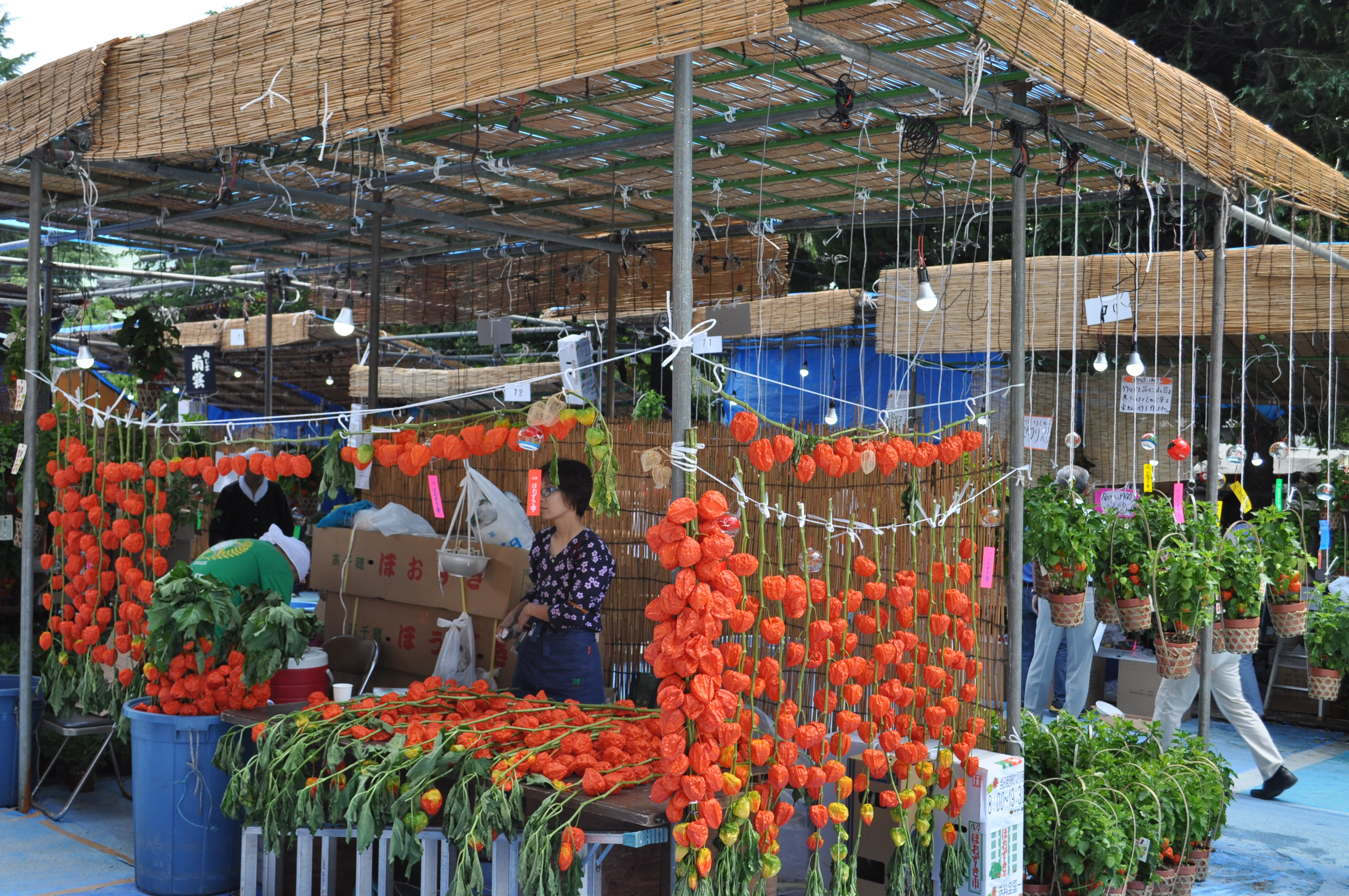
Marché aux physalis en juillet, au temple Sensô-ji à Tokyo.

Indigène en Europe, sa cueillette est attestée dès le Néolithique sur des sites préhistoriques comme ceux du lac de Chalain dans le Jura français.
Toute la plante, sauf la racine, peut servir à préparer un vin diurétique. Les fruits peuvent être consommés en salades mais aussi transformés en confiture, gelée, marmelade ou encore être incorporés dans des tartes, clafoutis ou tout autre gâteau.
En Italie, les baies sont utilisées en gelée ou comme les cornichons conservés dans du vinaigre. Une spécialité est des les enrober de chocolat en laissant le calice retroussé pour la décoration
Au Québec, la société Kruger vins et spiritueux, par sa filiale Mondia Alliance, produit un apéritif appelé « Amour en cage » (23 % d'alcool), dont la Société des alcools du Québec possède les droits de commercialisation exclusifs.
Si les fruits mûrs sont comestibles, les fruits immatures s’avèrent toxiques car ils comportent de la solanine.

### Usage médicinal
La tradition lui reconnaît un usage dans le traitement de la goutte et des œdèmes du fait de son caractère dépuratif (qui purifie le sang par une action diurétique).
On lui reconnaît aussi un effet anesthésiant et anti-inflammatoire contre les douleurs causées par les hémorroïdes lorsque le liquide du fruit broyé est appliqué directement aux parois anales.
On utilise les baies à maturité. Fraîches ou séchées ; elles entrent dans la composition de nombreuses préparations magistrales médicinales. Il faut par contre éviter de les consommer lorsqu'elles sont vertes.

### Usage décoratif

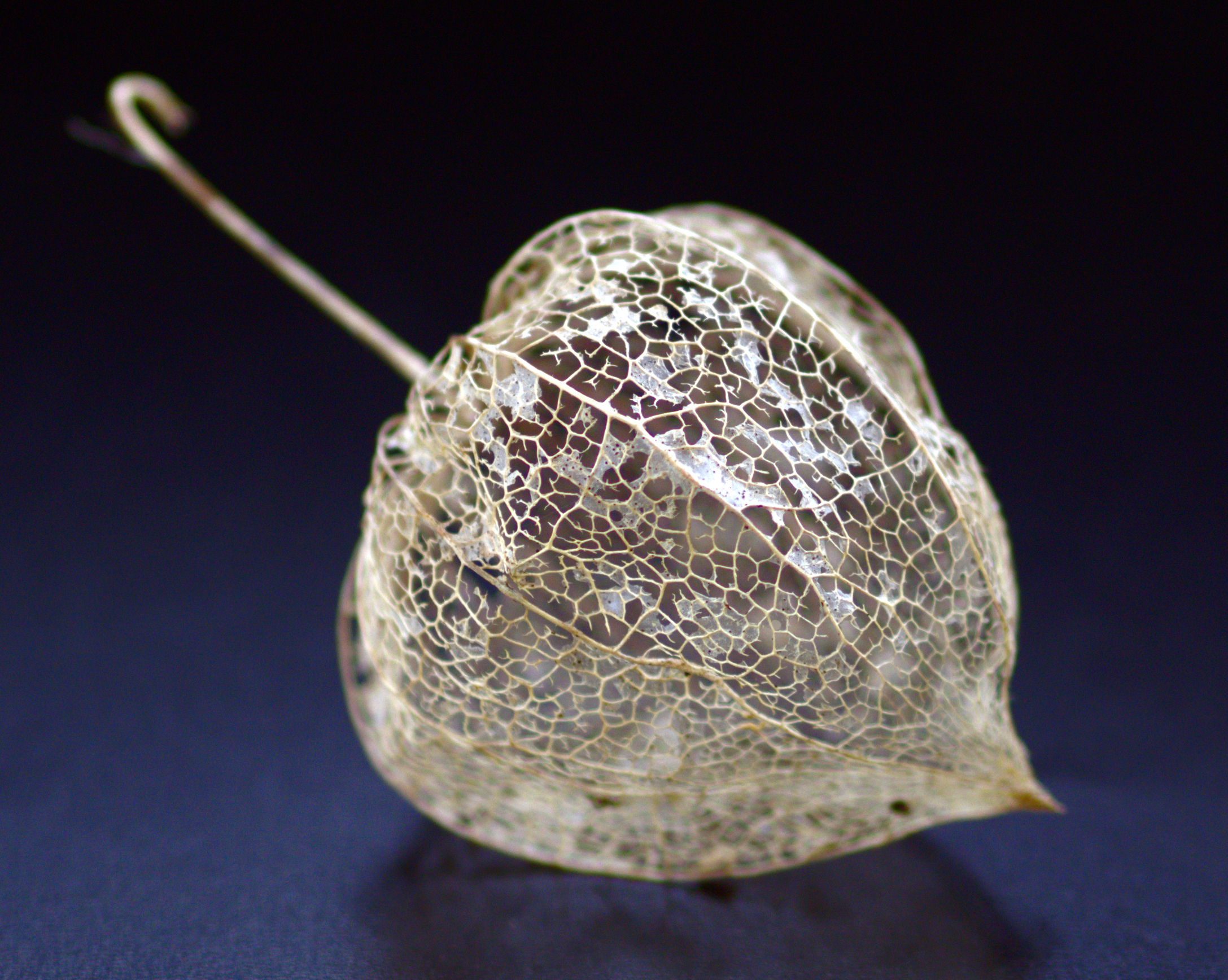
Le calice se délite en hiver, laissant apparaître les nervures d'une feuille.

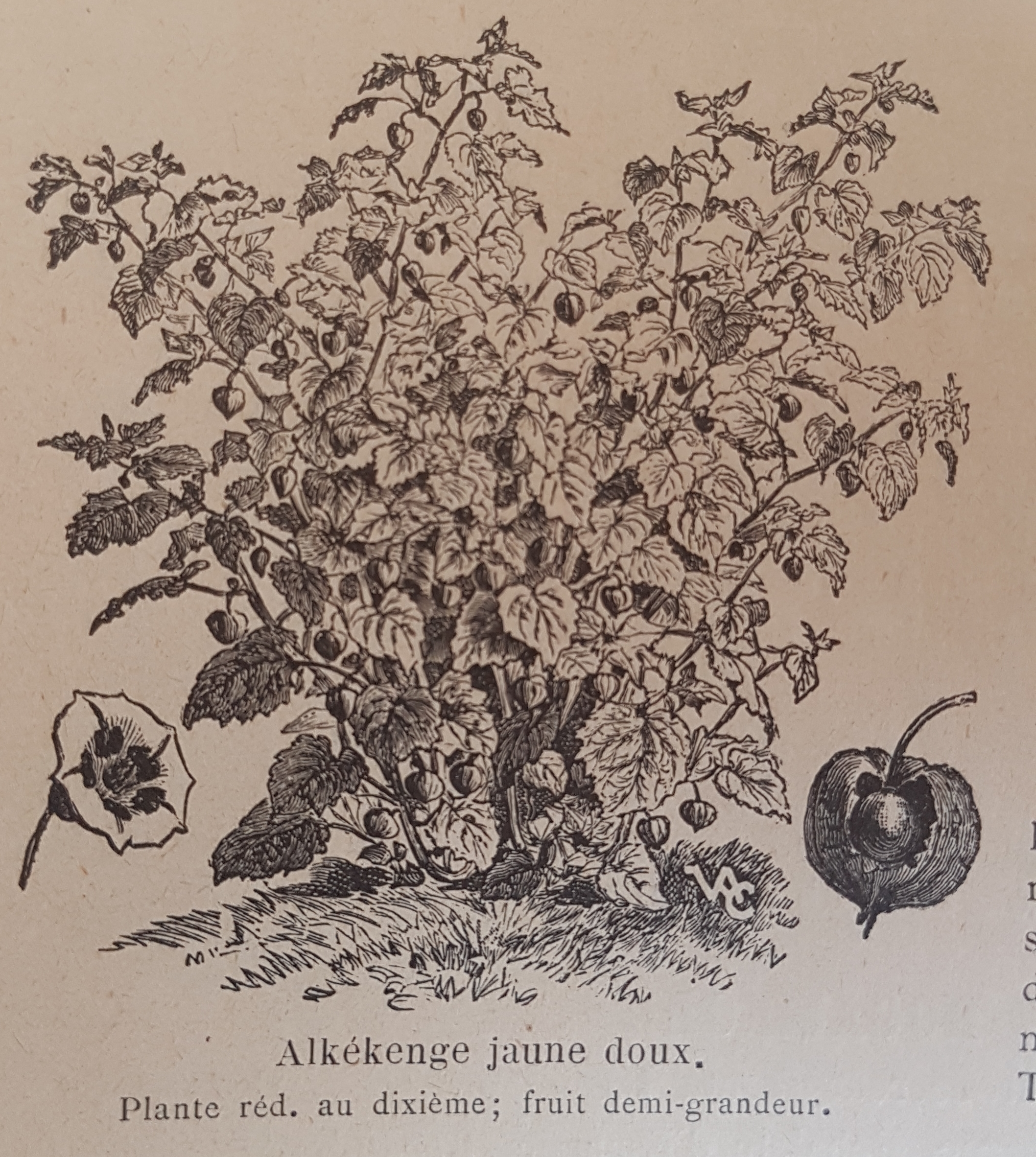
Dessin de la plante et du fruit (Vilmorin 1900)

Elle est une composante classique des bouquets secs.
Les égyptiens en faisaient des couronnes.

### Dans la littérature
Dans Sido, le roman de Colette, le personnage éponyme aimait « ... même le coqueret alkékenge, encore qu'elle accusât sa fleur, veinée de rouge sur pulpe rose, de lui rappeler un mou de veau frais... ».